# Jean Roatta
Jean Roatta (ur. 13 grudnia 1941 w Marsylii) – francuski polityk, samorządowiec, długoletni deputowany, poseł do Parlamentu Europejskiego VII kadencji.

## Życiorys
Karierę polityczną zaczynał jako radny departamentu Delta Rodanu, funkcję tę pełnił od 1982 do 2001. W latach 1983–1989 i 2001–2008 wchodził w skład rady miejskiej Marsylii. W 2008 objął stanowisko zastępcy mera tego miasta. W latach 1986–1988 i 1993–2011 sprawował mandat posła do Zgromadzenia Narodowego. Należał do Unii na rzecz Demokracji Francuskiej, później został członkiem Unii na rzecz Ruchu Ludowego.
7 grudnia 2011 zasiadł w Parlamencie Europejskim jako przedstawiciel frakcji parlamentarnej prawicy (z rekomendacji UMP objął jeden z dwóch dodatkowych mandatów, które przypadły Francji po wejściu w życie traktatu lizbońskiego).